# 바타안주
바타안주(영어: Province of Bataan, /bɑːtɑːˈɑːn/)는 필리핀 루손섬에 있는 지방인 중앙루손 지방에 속한 주로 주도는 발랑가이며 인구는 662,153명(2007년 기준), 면적은 1,372.98 km2이다. 루손섬 서쪽에 위치하며 바탄반도 전체를 차지한다. 북쪽으로는 삼발레스주와 팜팡가주, 서쪽으로는 남중국해와 접하며 북서쪽으로는 수빅만, 동쪽으로는 마닐라만과 접한다.

## 역사
1647년, 네덜란드 해군이 스페인으로부터 이 섬을 빼앗기 위해 이곳에 상륙했다. 네덜란드 군은 바타안에 있는 아부카이의 주민들을 학살했다.
사학자 코넬리오 바스카라는 바타안 지방은 1757년 1월 11일 총독 페드로 마누엘 아란디아에 의해 팜팡가주와 당시에 필리핀 만을 가로지르는 마라곤돈, 카비테를 포함하고 있던 마리벨레스에 있던 코레기미엔토에서 분리되어 설립되었다고 정리하고 있다.

### 제2차 세계대전

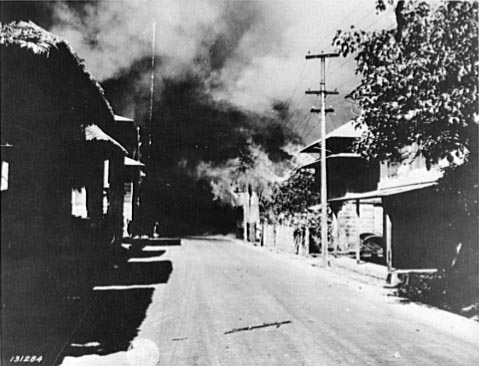
1942년 3월: 일본군의 포격 후에 불타는 가옥들

바타안은 제2차 세계대전에서 중요한 역할을 했던 곳이다. 1941년 일본군의 침공 이전에, 미국이 100만 갤런의 휘발유를 그곳에 비축하고 있었다.
일본군이 1941년 12월 침공한 직후, 미국-필리핀 연합군은 점차 밀리기 시작했고, 더글라스 맥아더 장군은 미국에서 지원군이 올 때까지 전선을 교착시키기 위해 그의 부대를 바타안 반도로 이동시켰다. 일본군은 1942년 1월 7일 반도를 포위하기 시작했고, 포인츠 전투 몇 개월 후인 4월 3일에는 전면 공격을 가해 왔다. 미국-필리핀 연합군의 다수는 4월 9일 항복을 했고, 바탄에서 타를라크까지 바타안 죽음의 행진으로 알려진 100km 이상을 강제로 행군해야 했다.

## 지리

### 물리적 지리
바탄 반도는 필리핀 루손에 있는 삼발레스산맥의 암석 확장이다. 바탄반도는 남중국해로부터 마닐라만을 분할하고 있다. 바탄반도는 북쪽으로 나티브산(해발 1,253m)이, 남쪽으로는 바탄 죽음의 행진의 유적지인 사마트산이 있는 마리벨레스산맥이 존재한다.
남단의 마리벨레스는 마리벨레스-마닐라 항로를 운항하는 제트페리를 통해서 약 40분 거리로 접근할 수 있다.

### 행정구역
바탄은 정치적 행정구역이 11개의 자치구와 1개의 복합시를 가지고 있다.
- 복합시
  - 발랑가
- 자치구
- 아부카이
- 바각
- 디날루피한
- 헤르모사
- 리마이
- 마리벨레스
- 모롱
- 오라니
- 오리온
- 필라르
- 사말

## 사람

### 종교
다양한 종교 집단이 여러 부족들에 존재하고 있지만, 로마 가톨릭이 지배적인 종교로 바타안 인구의 85%를 차지하고 있다. 바타안은 오랜 역사를 가지고 있는 아름다운 교회들이 있다. 필리핀 독립 교회파와 여러 기독교 종파들이 소수를 구성하고 있다.

## 같이 보기
- 바탄 죽음의 행진